# Панамаренко

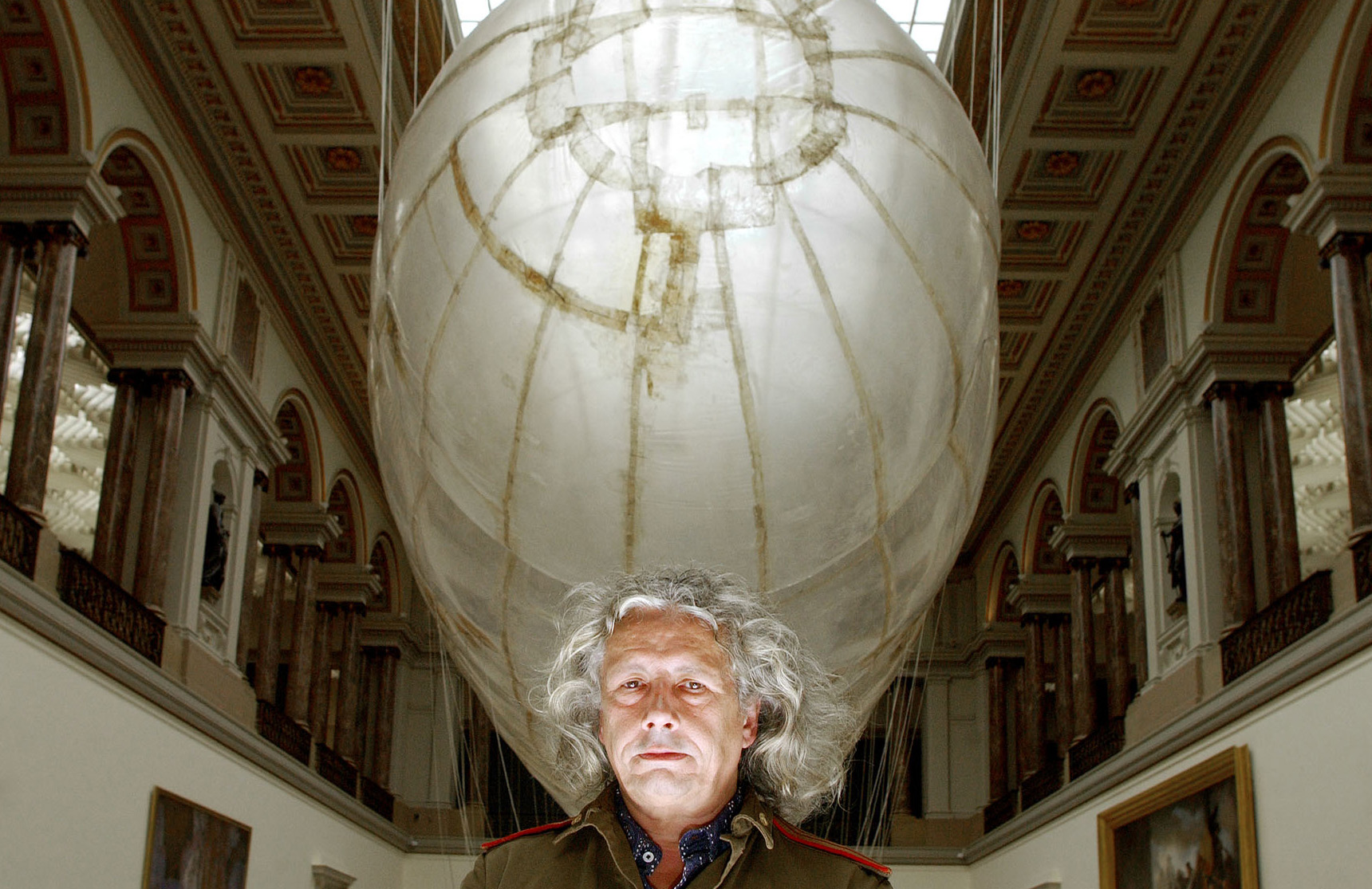
Панамаренко зі своїм твором «The Aeromodeller» (2005).

Панамаренко (5 лютого 1940, Антверпен, Бельгія — 14 грудня 2019) — бельгійський скульптор. Справжнє ім'я Хенрі Ван Хервеген. Відомий своїми скульптурними конструкціями, пов'язаними з польотами. Панамаренко — псевдонім і скорочення «Pan American Airlines and Company». Крім того, за словами художника, він почув по радіо прізвище радянського генерала Пантелеймона Пономаренка, що також надихнуло його на вибір псевдоніму.

## Біографія
Родина Панамаренко по батьківській лінії була комуністами. Один з них був навіть лідером бельгійських комуністів і загинув у війні від літаючої бомби V-1.
З 1955 по 1960 Панамаренко навчався в Антверпенській академії мистецтв. До 1968 року він працював у стилі поп-арт, але незабаром захопився літаками і польотами.
Так, починаючи від 1970 року, виникли численні моделі уявних автомобілів, літаків, повітряних куль, або вертольотів всіх можливих оригінальних і дивовижних форм. Вони втілюють багато варіантів мрії про політ міфологічної фігури Ікара. Чи здатні ці транспортні засоби літати є частиною таємниці і привабливості його робіт.
У період 1969—1971 він побудував дирижабль «The Aeromodeller», а в 1990 році перший твір Archaeopterix на основі доісторичного птаха. У 1996 році він представив субмарину Pahama Novaya Zemblaya. У той же час, він здійснив міжнародний прорив коли були організовані персональні виставки в Лондоні і Базелі (2000) і в Нью-Йорку (2001). У 2003 році його скульптура Pepto Bismo була встановлена на площі Святого Яна в Антверпені.
Куратор Ян Хут зібрав колекцію цього художника в музеї СМАК у місті Гент. У 2002 Панамаренко відкрив в Антверпені свою нову студію під назвою Antwerpse Luchtschipbouw (Антверпенське дирижаблебудування).
У 2005 році на відкритті великої ретроспективи його робіт в Брюсселі, Панамаренко оголосив про припинення своєї діяльності як активного художника.

## Нагороди та пам'ятні знаки
- Щодворічна Премія культури (1998)
- почесний доктор Гасселтського (2010) та Монського університетів (2014)
- астероїд (12702) Panamarenko названо на честь художника